# Mai Nakachi
Mai Nakachi (中地 舞 Nakachi Mai?,  nacido el 16 de diciembre de 1980 en Chiba) es una exfutbolista japonesa que jugaba como defensa.
Nakachi jugó 30 veces para la selección femenina de fútbol de Japón entre 1997 y 2008. Nakachi fue elegida para integrar la selección nacional de Japón para los Copa Mundial Femenina de Fútbol de 1999 y 2003.

## Trayectoria

### Clubes
| Club             | País  | Año         |
| ---------------- | ----- | ----------- |
| Nippon TV Beleza | Japón | 1997 - 2010 |

### Selección nacional
| Selección | País  | Año         |
| --------- | ----- | ----------- |
| Absoluta  | Japón | 1997 - 2008 |

## Estadística de equipo nacional
| Selección femenina de fútbol de Japón | Selección femenina de fútbol de Japón | Selección femenina de fútbol de Japón |
| Año                                   | Partidos                              | Goles                                 |
| ------------------------------------- | ------------------------------------- | ------------------------------------- |
| 1997                                  | 2                                     | 0                                     |
| 1998                                  | 5                                     | 0                                     |
| 1999                                  | 3                                     | 0                                     |
| 2000                                  | 1                                     | 0                                     |
| 2001                                  | 8                                     | 0                                     |
| 2002                                  | 5                                     | 0                                     |
| 2003                                  | 5                                     | 0                                     |
| 2004                                  | 0                                     | 0                                     |
| 2005                                  | 0                                     | 0                                     |
| 2006                                  | 0                                     | 0                                     |
| 2007                                  | 0                                     | 0                                     |
| 2008                                  | 1                                     | 0                                     |
| Total                                 | 30                                    | 0                                     |